# Гиреаска (Васлуј)
Гиреаска (рум. Ghireasca) насеље је у Румунији у округу Васлуј у општини Малуштени. Oпштина се налази на надморској висини од 178 m.

## Становништво
Према подацима из 2002. године у насељу је живело 247 становника, од којих су сви румунске националности.